# Накодочес
Накодочес (англ. Nacogdoches) — город в США, расположенный в восточной части штата Техас. Город является административным центром одноимённого округа. Население — 32 147 человек по данным переписи 2020 года.
В Накодочесе находятся государственный университет Стивена Остина и крупнейший в Техасе сад азалий.

## История
Рекламные буклеты в местном туристическом центре называют Накодочес старейшим городом Техаса, утверждая, что первые поселения на территории нынешнего города появились около 10 000 лет назад. Город находится рядом с первой деревней племени накодочи, индейцев кэддо.
Накодочес оставался индейским поселением до начала XIX века. В 1716 году испанцы основали миссию Нуэстра-Сеньора-де-Гуадалупе-де-лос-Накодочес, ставшую первым европейским поселением в регионе. Позднее, когда Испания перестала считать, что Франция угрожает их территории, а также решила, что содержание миссии обходится очень дорого, власти в 1772 году приказали поселенцам переехать в Сан-Антонио. Многие с радостью переехали из глуши, в которой находилась миссия, других из домов выгоняли солдаты, однако части жителей удалось остаться и вместе с примкнувшими к ним поселенцами форта Лос-Адаэс основать город Накодочес.
Лидером поселенцев стал известный испанский торговец, полковник Антонио Гил И’Барбо. В 1779 году Испания признала поселение городом, таким образом Накодочес стал первым городом Техаса. И’Барбо стал вице-губернатором, установил городские правила и законы, при нем был заложен центр города. На главной улице было построено каменное здание для торговых целей. Дом, получивший позднее название «старый каменный форт», стал важным шлюзом между Соединёнными Штатами и Техасом.
В отличие от остального штата, над которым поднимались флаги шести государств (испанский, французский королевский, мексиканский, флаг республики Техас, США и КША), город побывал в составе девяти. Помимо указанных выше, это флаги экспедиции Гутьерреса-Мэги, экспедиции Лонга, а также флаг Фредонских мятежников. В 1820-х годах в город стали переезжать жители США и была основана первая англоязычная газета. (Испанские газеты издавались с 1700-х годов).
В 1832 году произошла битва при Накодочесе, сплотившая поселенцев, большинство из которых поддерживало феодальный строй правления. Их успешная кампания помогла выдворить мексиканских военных из восточного Техаса.
Одним из самых выдающихся первых жителей Накодочеса был Томас Джефферсон Раск, ветеран Техасской революции, герой битвы при Сан-Хасинто. Он подписал декларацию о независимости Техаса и был военным министром в Республике Техас. Он был президентом комиссии государственности Техаса и был одним из двух первых сенаторов от Техаса вместе с Сэмом Хьюстоном. При его поддержке в 1845 году был открыт университет Накодочеса, старое здание которого до сих пор сохранилось и поддерживается добровольцами. Раск страдал от депрессии в результате безвременной кончины его жены и 29 июля 1857 года покончил с собой.
Сэм Хьюстон жил в Накодочесе в течение четырех лет до Техасской революции 1836 года и держал адвокатскую контору в центре города. Он ухаживал за дочерью одного из знатных горожан, но она отвергла его предложение о помолвке после того, как выяснила, что он был не разведён со своей первой женой из Теннесси.
Адольф Штерн был купцом немецкого еврейского происхождения, владевшим лучшим домом в городе. У него часто гостили известные люди округи, такие как Сэм Хьюстон, Томас Раск, вождь племени Чероки, Дэвид Крокетт и многие другие. Дневник, который вёл Штерн, является одним из лучших источников ранней истории Накодочеса.
В 1859 году в городе появилась первая нефтяная вышка Техаса, но она так и осталась неизвестной, в отличие от Спиндлтопа, бурение которого произошло в 1901 году близ Бомонта.
В 1912 году Братья Маркс приехали в город, чтобы дать песенное представление в старом оперном театре. Их выступление было прервано человеком, который зашёл с криком «Ишак сбежал!» Большая часть зрителей аудитории покинула здание, по-видимому, решив, что беглый ишак веселее. Когда они вернулись, один из братьев Джулиус «Граучо» Маркс начал ругаться на зрителей. «Накодочес полон тараканов», «Осёл — звезда Техаса» — говорил он. Но вместо того, чтобы разозлиться, посетители рассмеялись такой ругани. Вскоре после этого Джулиус и его братья решили попробовать свои силы в комедии вместо пения, которое не приносило им доходов. Историческая мемориальная доска об этом событии размещена в центре Накодочеса. В шоу «You Bet Your Life» Граучо как-то заявил следующее: «Меня когда-то пришпилили в Накодочесе за игру в юкер на крыльце гостиницы в воскресенье. В Накодочесе нельзя играть в юкер в воскресенье. Хотя я так играл, что мне должны были запретить ещё в субботу».
В 1997 году в город приехал исполнитель кантри Вилли Нельсон, исполнивший ряд произведений со своим другом и известным мастером мандолины Полом Баскирком. Тогда же он записал ряд джазовых песен на местной студии, которые в 2004 году вошли в его альбом «Накодочес».
1 февраля 2003 года произошла катастрофа шаттла «Колумбия», обломки которого упали на территорию Техаса. Наибольшая часть обломков упала в районе Накодочеса, здесь же снимали большинство репортажей о восстановлении повреждений в результате аварии шаттла.
24 сентября 2005 года через город прошел ураган первой степени Рита. Накодочес испытал те же проблемы с обеспечением едой и топливом, что и Хьюстон, поскольку именно в эту сторону направились беженцы из Хьюстона и Галвестона. К тому же местные приюты уже были заполнены людьми из Нового Орлеана, спасавшимися от другого урагана, Катрины. В результате ураганов департамент транспорта Техаса присвоил участку трассы US-59 (теперь I-69) между Хьюстоном и Накодочесом статус эвакуационной дороги и разрешил использовать встречные полосы в случае экстренной эвакуации. 13 сентября 2008 года на город обрушился ураган первой категории Айк.
Ежегодно, во вторую субботу июня, в Накодочесе проходит техасский фестиваль голубики. Город также называют столицей лесного Техаса.
Центр Накодочеса признан лучшим историческим местом журналом «Texas Meetings and Events», город является лауреатом премии «Texas Treasures» был номинирован в список наиболее дружественных городов в Америке Рэндом Мак-Нолли и газетой «USA Today».
В Накодочесе находится штаб-квартира техасского отделения гражданского воздушного патруля, вспомогательного подразделения ВВС США. Патруль обеспечивает такие услуги, как поиск и спасательные операции при авиакатастрофах, аэрокосмическое образование и кадетские программы. В техасском отделении состоят 1516 взрослых членов и 1636 кадетов.

## География
Координаты Накодочеса: 31°36′32″ с. ш. 94°39′03″ з. д..
Согласно данным бюро переписи США, площадь города составляет 70,06 км2.

### Климат
Самым тёплым месяцем является июль, самая высокая температура, 48 °C, была зафиксирована в 1943 году. Самым холодным месяцем является январь, самая низкая температура, −24 °C, зафиксирована в 2008 году. Больше всего осадков выпадает в июне.
| Показатель                    | Янв. | Фев.  | Март | Апр. | Май  | Июнь | Июль | Авг. | Сен. | Окт. | Нояб. | Дек.  | Год  |
| ----------------------------- | ---- | ----- | ---- | ---- | ---- | ---- | ---- | ---- | ---- | ---- | ----- | ----- | ---- |
| Абсолютный максимум, °C       | 28,9 | 32,2  | 33,9 | 35,6 | 37,8 | 43,3 | 41,7 | 43,3 | 40,6 | 37,2 | 32,8  | 29,4  | 43,3 |
| Средний суточный максимум, °C | 14,7 | 16,8  | 20,8 | 24,7 | 28,2 | 32,2 | 33,9 | 34,4 | 31,7 | 26,8 | 20,3  | 15,7  | 25   |
| Средняя температура, °C       | 8,8  | 10,6  | 14,4 | 18,5 | 22,3 | 26,2 | 27,8 | 27,9 | 25,1 | 19,6 | 13,6  | 9,7   | 18,7 |
| Средний суточный минимум, °C  | 2,9  | 4,5   | 7,9  | 12,3 | 16,4 | 20,3 | 21,8 | 21,4 | 18,4 | 12,4 | 6,9   | 3,7   | 12,4 |
| Абсолютный минимум, °C        | −20  | −17,8 | −9,4 | −2,8 | 3,3  | 8,9  | 11,7 | 12,2 | 2,8  | −3,9 | −8,9  | −17,2 | −20  |
| Норма осадков, мм             | 100  | 98    | 98   | 122  | 132  | 93   | 94   | 63   | 81   | 80   | 107   | 123   | 1190 |
| Источник: weatherbase.com     |      |       |      |      |      |      |      |      |      |      |       |       |      |

## Население
Согласно переписи населения 2010 года, в 2010 году в городе проживали 32 996 человек, 27 971 домохозяйство, 12 142 семьи. Расовый состав города: 58,5 % — белые, 28,8 % — чернокожие, 0,5 % — коренные жители США, 1,8 % — азиаты, 0,1 % — жители Гавайев или Океании, 13,0 % — другие расы, 8,1 % — две и более расы. Число испаноязычных жителей любых рас составило 16,8 %.
Из 27 971 домохозяйств, в 24,4 % проживают дети младше 18 лет. В 32,4 % случаев в домохозяйстве проживают женатые пары, 15,7 % — домохозяйства без мужчин, 47,9 % — домохозяйства, не составляющие семью. 35,2 % домохозяйств представляют собой одиноких людей, 9,6 % — одиноких людей старше 65 лет. Средний размер домохозяйства составляет 2,3 человека. Средний размер семьи — 3,09.
30,5 % населения города младше 20 лет, 37,8 % находятся в возрасте от 20 до 39, 21,7 % — от 40 до 64, 10,1 % — 65 лет и старше. Средний возраст составляет 24,5 лет.
Согласно данным опросов пяти лет с 2009 по 2013 годы, средний доход домохозяйства в Накодочесе составляет 29 658 долларов США в год, средний доход семьи — 45 027 долларов. Доход на душу населения в городе составляет 18 156 долларов США, ниже, чем в среднем по стране — 39 997 долларов. Около 24,3 % семей и 32,7 % населения находятся за чертой бедности. В том числе 42,2 % в возрасте до 18 лет и 12,9 % в возрасте 65 и старше.

## Экономика
Согласно финансовому отчету города за 2013 года крупнейшими работодателями в Накодочесе являются:
| #  | Компания                             | Число работников в 2017 | Число работников в 2008 | Место в 2008 |
| -- | ------------------------------------ | ----------------------- | ----------------------- | ------------ |
| 1  | Университет Стивена Остина           | 1659                    | 1500                    | 1            |
| 2  | Pilgrim’s Pride                      | 1657                    | 1200                    | 2            |
| 3  | Независимый школьный округ Накодочес | 972                     | 880                     | 4            |
| 4  | Мемориальный госпиталь Накодочеса    | 874                     | 650                     | 5            |
| 5  | Etech, Inc.                          | 565                     | 900                     | 3            |
| 6  | Медицинский центр Накодочеса         | 545                     | 575                     | 6            |
| 7  | Wal-Mart                             | 473                     | 460                     | 7            |
| 8  | Город Накодочес                      | 323                     | 350                     | 10           |
| 9  | Округ Накодочес                      | 323                     | 350                     |              |
| 10 | Eaton (Cooper Power Systems)         | 257                     | (не указано)            |              |
|    | NIBCO                                | (не указано)            | 400                     | 8            |

## Местное управление
Структура местного управления города выглядит следующим образом:
| Должность                            | Имя               |
| ------------------------------------ | ----------------- |
| Сити-менеджер                        | Джим Джефферс     |
| Администратор муниципального суда    | Хуанита Спринджер |
| Городской секретарь                  | Лайла Фуллер      |
| Городской инженер                    | Стив Барлетт      |
| Финансовый директор                  | Пэм Кёрбоу        |
| Городской планировщик                | Ларисса Филпот    |
| Глава пожарной охраны                | Кит Киплингер     |
| Глава полиции                        | Джим Сиви         |
| Глава отдела культурных услуг        | Брайан Брэй       |
| Директор по связям с общественностью | Сара О’Брайен     |

## Образование
Город обслуживается независимыми школьными кругами Накодочес, Уоден, Централ-Хайтс, Дугласс, Гаррисон и Кашинг.
В городе расположен Университет Стивена Остина, один из ведущих лесоводческих высших учебных заведений в мире, в котором обучаются примерно 13 000 студентов. В университете также базируется историческая ассоциация восточного Техаса.